# Amédée Guillemin
Amédée Guillemin (Pierre-de-Bresse, 5 de julio de 1826-ibidem, 2 de enero de 1893) fue un escritor y periodista científico francés.
Guillemin empezó sus estudios en la Universidad de Beaune y obtuvo su título en París. Entre 1850 y 1860   enseñó matemática en un colegio privado, periodo durante el cual escribía artículos críticos para la prensa liberal sobre el Segundo Imperio francés. En 1860,  se muda a Chambéry donde se convierte en editor junior  de la revista política semanal La Savoie. Después de la anexión de Savoy por parte del imperio francés,  regresa a París donde  ocupa el cargo de editor científico de l'Avenir nacional.
Guillemin se inició como escritor de libros de física y astronomía, los cuales tuvieron gran aceptación. Escribió  "The Sky" que se tradujo  a muchas lenguas. Su trabajo más importante, "The Physical World",  estaba compuesto por cinco grandes volúmenes . Su  editor, Hachette, lo instó a escribir una serie de folletos  sobre astronomía y física  titulados "Small popular encyclopaedia", una colección accesible sobre las ciencias y sus aplicaciones. El astrónomo francés Jacques Crovisier del Observatoire de París cree que Guillemin puede haber sido una fuente de inspiración para la novela  de Julio Verne, De la Tierra a la Luna (1865).

## Obras
- La Lúnula (la luna)
- Le Soleil (El sol)
- La Lumière et les Couleurs (Ligero y colores)
- Le Hijo (sonido)
- Les Etoiles, notions d'astronomie sidérale (las estrellas, nociones de astronomía sideral)
- Les Nébuleuses (las nebulosas)
- Le Feu souterrain. Volcans et tremblements de terre (Fuego subterráneo. Volcanoes y terremotos) con 55 ilustraciones
- La Télégraphie et le téléphone (Telegrafía y el teléfono) con 101 ilustraciones
- Le Monde Physique (El mundo físico) 5 volúmenes con 31 láminas pintadas, 80 láminas en blanco y negro  y 2012 ilustraciones
- Éléments de cosmographie (Elementos de cosmografía)
- La Terre et le ciel (La tierra y el cielo) 1888
- La Vapeur (Vapor) Colección Bibliothèque des merveilles
- Les Chemins de fer (Ferrocarriles) Colección Bibliothèque des merveilles

Guillemin también escribió L'Instrucción républicaine (Instrucción Republicana), publicado por Lechevalier. Colaboró en revistas y trabajos científicos, literarios y políticos, entre los que se destacan La Nature,  la République Française y la Revue Philosophique et Religieuse. Además escribió Electricidad y magnetismo en el cual presentó una teoría sobre el magnetismo. Guillemin redactó la entrada sobre astronomía en la segunda edición del Diccionario de Historia Natural Dorbigny.
Guillemin también participó en política y se mantuvo fiel a sus convicciones liberales hasta el final de sus días.